# Großohrfledermäuse
Die Großohrfledermäuse (Histiotus) sind eine Fledermausgattung in der Familie der Glattnasen (Vespertilionidae). Die Arten leben in Südamerika.
Mit einer Kopf-Rumpf-Länge von 48 bis 70 mm sowie einem Gewicht von 11 bis 14 g sind diese Fledermäuse mittelgroße Vertreter der Familie. Die Schwanzlänge beträgt 39 bis 55 mm, die Unterarme sind 42 bis 52 mm lang. Das Fell hat überwiegend eine braune Farbe mit dunklen, grauen oder weißen Schattierungen. Bei einigen Individuen ist die Unterseite hellgrau. Die Morphologie von Zähnen und Schädel entspricht den Breitflügelfledermäusen (Eptesicus). Die Histiotus-Arten besitzen dagegen deutlich größere Ohren. Diese sind bei Histiotus macrotus durch einen Hautstreifen verbunden.
Diese Fledermäuse kommen in verschiedenen Lebensräumen vor. Manche bevorzugen Wälder, andere sind in Gebirgen heimisch. Sie nutzen Felsspalten und Gebäude als Ruheplätze, an denen sich kleinere Gruppen bilden. Selten wurden erwachsene Männchen in Gruppen mit säugenden Weibchen angetroffen. Ein Wurf besteht meist aus einem Jungtier, das etwa nach einem Jahr geschlechtsreif wird.

## Arten
Folgende Arten zählen zur Gattung.
- Die Merkwürdige Großohrfledermaus (Histiotus alienus) kommt im Süden Brasiliens vor, könnte eine Unterart von Histiotus montanus sein.
- Histiotus cadenai lebt in Kolumbien und wurde 2021 beschrieben.[4]
- Histiotus colombiae kommt ebenfalls in Kolumbien vor.[4]
- Die Humboldt-Großohrfledermaus (Histiotus humboldti) hat mehrere Populationen in Kolumbien und Venezuela.
- Die Glasflügel-Großohrfledermaus (Histiotus diaphanopterus) wurde erst 2015 beschrieben und hat mehrere disjunkte Populationen in Brasilien und Bolivien.
- Die Thomas-Großohrfledermaus (Histiotus laephotis) ist von Peru bis Nord-Argentinien anzutreffen.
- Die Gewöhnliche Großohrfledermaus (Histiotus macrotus) kommt von Peru bis Zentral-Chile und West-Argentinien vor.
- Die Südliche Großohrfledermaus (Histiotus magellanicus) mit einem Verbreitungsgebiet vom zentralen Chile bis nach Feuerland.
- Histiotus mochica kommt an der peruanischen Pazifikküste vor.[5]
- Die Kleine Großohrfledermaus (Histiotus montanus) lebt im westlichen und südlichen Südamerika.
- Die Tropische Großohrfledermaus (Histiotus velatus) hat zwei Populationen in Bolivien bzw. Ost-Brasilien.